# André Penafiel
André Barros Penafiel ComCa é um filólogo e escritor brasileiro.
Licenciado em Letras na Pontifícia Universidade Católica do Rio de Janeiro (PUC-Rio), André concluiu seu mestrado em Letras no Brasenose College da Universidade de Oxford (Grã-Bretanha) e doutoramento em Literatura Medieval no Keble College da Universidade de Oxford.
É um dos pesquisadores mais destacados no mundo na área dos estudos camonianos, sendo professor e investigador Faculty Research Fellow de língua portuguesa na Universidade de Oxford.

## Obra literária

### Capítulos de Livros
- 2018 - Cadernos irregulares: meias-folhas e sua contribuição para o estudo do Cancioneiro da Ajuda (no livro "Poesía, poéticas y cultura literaria");
- 2024 - O Debate sobre a Primeira Edição d’Os Lusíadas no Século XIX (no livro "Mundos de língua portuguesa – olhares cruzados (III): Da literatura em Portugal: ficção, poesia, teatro, crítica").[5]

### Artigos
- 2015 - Early Modern Marginalia in the Cancioneiro da Ajuda (em inglês no periódico Portuguese Studies);
- 2019 - Compilação dos cancioneiros galego-portugueses primitivos (em português no periódico Verba: Anuario Galego de Filoloxía);
- 2020 - The Problem of Paper in Os Lusíadas, 1572 (em inglês no periódico Modern Language Review);
- 2022 - Os Lusíadas, 1572: the exemplars and the editions (em inglês no periódico Zeitschrift für romanische Philologie).[6]

## Principais condecorações e medalhas
- Comendador da Ordem de Camões (06 de junho de 2024)[1][3][4]